# John Balliol
John Balliol (født ca. 1249, død 25. november 1314) var konge af Skotland fra 1292 til 1296. Han var far til Edward Balliol.
Da Margaret af Skotland døde, var der ingen indlysende arving. Kong Edvard 1. af England tog magten og indsatte en stråmand, John Balliol, som konge. Da John Balliol gjorde oprør, indledtes Den skotske uafhængighedskrig, hvis resultat blev, at Robert Bruce blev konge.

## Eksterne links
- Wikimedia Commons har flere filer relateret til John Balliol

| John BalliolHuset BalliolFødt: ca. 1249 Død: november 1314 |                             |                          |
| Titler som regent                                          |                             |                          |
| Foregående: Margaret                                       | Konge af Skotland 1292–1296 | Efterfølgende: Robert 1. |